# Nikolaj Karatjentsov
Nikolaj Petrovitj Karatjentsov (ryska: Николай Петрович Караченцов), född 27 oktober 1944 i Moskva, död 26 oktober 2018 i Moskva, var en rysk skådespelare och sångare.
Han spelade i många sovjetiska filmer där han ofta framställde en central roll. Han var även en teaterskådespelare och tillbringade lång tid i den ryska teatern Lenkom i Moskva.
Den 28 februari 2005 råkade han ut för en kraftig bilolycka i Moskva och blev allvarligt skadad.
Asteroiden 6683 Karachentsov är uppkallad efter honom.